# Блішка смугаста хлібна
Блішка смугаста хлібна (Phyllotreta vittula Т.) — комаха підродини земляних блішок, родини листоїдів. Шкідник зернових культур. Поширена повсюди в Україні, але найбільш шкодочинна в лісостеповій зоні. Сильно пошкоджує ярий ячмінь, яру пшеницю, менше — озиму пшеницю та кукурудзу.

## Опис
Дорослий жук чорного кольору з жовтою смужкою уздовж кожного надкрилля, довжина тіла 1,5-2 мм. Личинка циліндричної форми, біла, завдовжки 3,5 мм.

## Поведінка
Зимують жуки під опалим листям y лісах, лісосмугах, садах або y верхньому шарі ґрунту. Ha посівах зернових з’являються в квітні, пошкоджуючи листя. Самки відкладають яйця в ґрунт не глибше 3 см. Личинки живуть у ґрунті, живляться корінцями злаків і перегноєм. Молоді жуки з'являються на початку липня, вони живляться на посівах кукурудзи та дикорослих злаках. Після збирання урожаю жуки відлітають y місця зимівлі. Мають одну генерацію. Живлячись листками сходів та молодих рослин, вони зіскоблюють паренхіму y вигляді прозорих смужок та довгастих плям. Шкодочинність зростає в роки з ранньо-весняною посухою, коли розвиток сходів затримується. 
Може пошкоджувати гречку, жито, кукурудзу, овес, просо, пшеницю, рис, сорго, ячмінь.